# Didymodon coquimbensis
Didymodon coquimbensis là một loài rêu trong họ Pottiaceae. Loài này được J. Jiménez & Cano mô tả khoa học đầu tiên năm 2007.